# Euille
Die Euille (französisch: Ruisseau de l’Euille) ist ein kleiner Fluss in Frankreich, der im Département Gironde in der Region Nouvelle-Aquitaine verläuft. Sie entspringt unter dem Namen Rouillé de Bourrut, beim gleichnamigen Weiler Bourrut, im westlichen Gemeindegebiet von Targon. Auf den ersten drei Kilometern entwässert sie in generell  östlicher Richtung, schwenkt dann auf Süd und Südwest, berührt dabei das Weinbaugebiet Entre deux mers und mündet nach rund 21 Kilometern an der Gemeindegrenze von Cadillac und Béguey als rechter Nebenfluss in die Garonne.

## Orte am Fluss
(Reihenfolge in Fließrichtung)
- Targon
- Daliot, Gemeinde Soulignac
- Troubat, Gemeinde Ladaux
- Escoussans
- Lousteauneuf, Gemeinde Porte-de-Benauge
- Le Bizoc, Gemeinde Omet
- Laroque
- Béguey
- Cadillac